# 半合子
半合子(hemizygote)：在二倍体生物中，某个基因在一对同源染色体上不成对出现，只存在于其中一条同源染色体上，另一条上没有与其对应的等位基因。
例如:一位中國女病患患有低分子量蛋白尿症(low-molecular-weight proteinuria)和透納氏症，起因於半合子CLCN5基因的突變。
亦可指一整條染色體不成對，例如：雄性的XY同源染色体。